# 말레이시아의 화산 목록
다음은 말레이시아의 화산 목록이다. 말레이시아의 화산은 대부분 사바주에 몰려 있다.
| 이름          | 원어명     | 해발고도 | 위치                                                                                  | 마지막 분화 |
| 봄발라이 화산 | Bombalai   | 531m     | 사바주 (북위 4° 23′ 41″ 동경 117° 52′ 35″ / 북위 4.39472° 동경 117.87639° )           | 홀로세      |
| 루시아 화산   | Lucia      | 1201m    | 사바주 (북위 4° 28′ 12″ 동경 117° 56′ 21.84″ / 북위 4.47000° 동경 117.9394000° )      | 홀로세      |
| 막달레나 화산 | Magdalena  | 1310m    | 사바주 (북위 4° 29′ 26.88″ 동경 117° 57′ 47.88″ / 북위 4.4908000° 동경 117.9633000° ) | 홀로세      |
| 마리아 화산   | Maria      | 1020m    | 사바주 (북위 4° 26′ 6″ 동경 117° 57′ 9″ / 북위 4.43500° 동경 117.95250° )             | 홀로세      |
| 시아밀섬      | Si Amil    | -        | 사바주 (북위 4° 18′ 50″ 동경 118° 52′ 18″ / 북위 4.31389° 동경 118.87167° )           | -           |
| 보드가야섬    | Bodgaya    | -        | 사바주 (북위 4° 37′ 35.1″ 동경 118° 45′ 28.2″ / 북위 4.626417° 동경 118.757833° )     | -           |
| 풀라우티가    | Pulau Tiga | -        | 사바주 (북위 5° 43′ 19″ 동경 115° 38′ 59″ / 북위 5.72194° 동경 115.64972° )           | 1897년      |

## 같이 보기
- 화산 목록
- 말레이시아의 산 목록